# Amanda Feilding
Amanda Feilding, Lady Neidpath, född 30 januari 1943, död 22 maj 2025, var en brittisk konstnär. Hon grundade och ledde Beckley Foundation.
Amanda Feilding studerade religionsvetenskap och mysticism vid Oxfords universitet. Hon studerade senare psykologi och olika stadier av medvetande. Hon blev känd för den breda allmänheten då hon borrade hål på sitt eget kranium 1970 och gjorde filmen Heartbeat in the Brain om operationen.